# محمد موسوي (لاعب كرة طائرة)
محمد موسوي (مواليد 22 أغسطس 1987) هو لاعب كرة طائرة إيراني يلعب مع منتخب إيران وحصل معهم على المركز الأول في 3 نسخ من بطولة آسيا للكرة الطائرة.

## روابط خارجية
- محمد موسوي على موقع الاتحاد الأوروبي (الإنجليزية)
- محمد موسوي على موقع اللجنة الأولمبية الدولية (الإنجليزية)
- محمد موسوي على موقع أوليمبيديا (الإنجليزية)